# Jens Okking
Jens Dyhr Okking (Koppenhága, 1939. december 18. – 2018. január 21.) dán színész, politikus.

## Fontosabb filmjei
- Az Olsen-banda nagy fogása (Olsen-bandens store kup) (1972)
- Olsen tervez - a banda végez (Olsen-banden går amok) (1973)
- Tiltott szerelem (Den korte sommer) (1976)
- Jörgensen, a zsaru (Strømer) (1976)
- Én és Charley (Mig og Charly) (1978)
- A tenger asszonya (Fruen fra havet) (1979, tv-film)
- Gumi Tarzan (Gummi-Tarzan) (1981)
- Gyerekek és banditák (Guldregn) (1988)
- Szuperlady (Superdame) (1991, tv-film)
- A birodalom (Riget) (1994–1997, tv-film)
- Rossz vér (Ondt blod) (1996)
- A serfőző (Bryggeren) (1996, tv-film)
- Öregfiúk új verdákban (Gamle mænd i nye biler) (2002)
- Inkasszó (Inkasso) (2004)
- Szoláriummacsó (Solkongen) (2005)
- Nyughatatlan lelkek (Bag det stille ydre) (2005)
- A három muskétás (De tre musketerer) (2005, hang)